# Micrófono de cinta

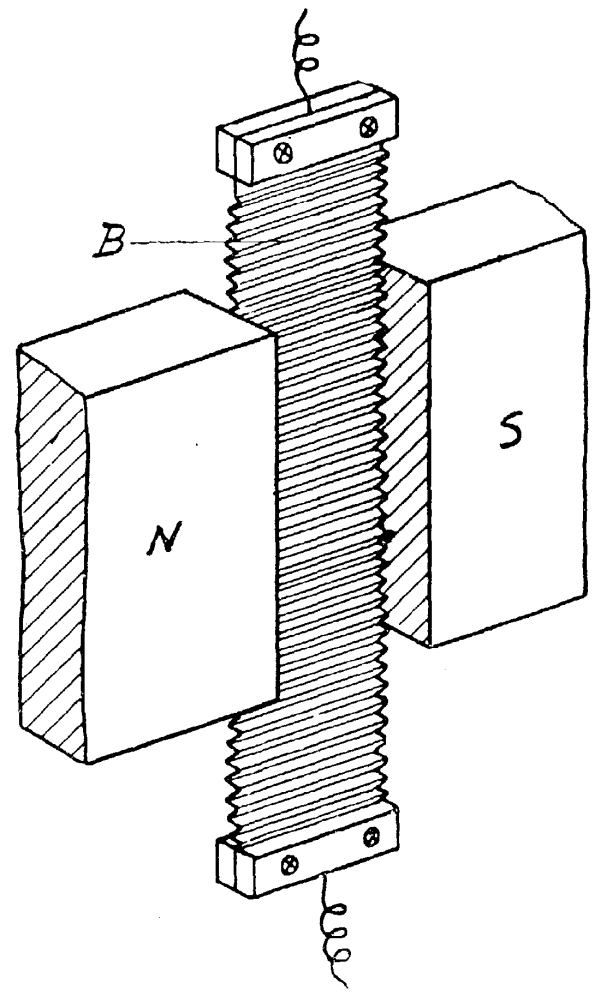
Micrófono de cinta.

El micrófono de cinta llamado también micrófono de velocidad  es un tipo de micrófono electrodinámico de gradiente de presión. Por eso, en cuanto a su directividad, los micros de cinta, por lo general, son bidireccionales, aunque existen algunos modelos unidireccionales.
La membrana del micrófono de cinta es una cinta corrugada (tira larga y fina de metal conductor plegada en zig-zag), que está tensada por dos abrazaderas. Los polos de un potente imán permanente inducen el magnetismo en la cinta cuando la presión ejercida por las ondas sonoras hacen que la membrana (la cinta) vibre (se mueva hacia adelante y hacia atrás). Las fluctuaciones del campo magnético generado por el movimiento de la cinta, producen una tensión de salida de idéntico valor a la onda sonora incidente. 
La flexibilidad de la cinta proporciona una frecuencia de resonancia situada en la banda de las bajas frecuencias, generalmente, en torno a los 40 Hz. 
La respuesta en frecuencia del micrófono de cinta es uniforme, pero limitada, va de los 40 a los 14 000 Hz. (Los micrófonos de bobina móvil, que también son electrodinámicos, ofrecen mayor sensibilidad). Además esta respuesta en frecuencia se vuelve irregular cuando la captación de sonido se produce de forma oblicua a la cinta:
- Por debajo de los 40 Hz cae rápidamente.
- Por encima, la inercia de la cinta hace que se produzca una atenuación muy fuerte por encima de los 14 kHz. Por tanto, no es aconsejable utilizarlo cuando se trate de fuentes próximas potentes como bombos, baterías etc. En esos casos es mejor utilizar un micrófono de bobina móvil.

Para mejorar la respuesta en alta frecuencia, muchos fabricantes utilizan la doble cinta. Son cintas de la mitad de longitud que las convencionales, montadas una sobre otra y conectadas en serie. Con esto, la cinta presenta la mitad de inercia y mejora la respuesta ante los agudos.
El estándar de impedancia de salida en los micrófonos de cinta profesionales, como en los micrófonos de bobina móvil, se sitúa en los 200 ohmios. Este es un valor lo suficientemente bajo como para permitir largas tiradas de cable. Para largas tiradas de cable no se deben utilizar impedancias altas, debido a la pérdida de agudos que se producirían de hacerlo. 
Los micros de cinta son muy utilizado en los estudios de grabación, porque ofrecen gran calidad, no obstante, presenta grandes inconvenientes. Aunque son grandes, robustos y pesados, son muy sensibles a las vibraciones producidas por su manipulación, lo que desaconseja su uso cómo micrófono de mano. Normalmente, solo se utilizan para la toma de sonido estático y se sitúa anclado a un pedestal o colgado del techo.
El uso de micrófonos de cinta en exteriores se desancoseja, tanto situado como toma de sonido fija y, más, para su uso por equipos ENG. La razón es que es muy sensible al ruido provocado por el viento y además satura si el sonido es muy alto o está muy cercano a la fuente.
A pesar de lo dicho, cuando se graba música en estudio (donde el peso de los inconvenientes es mínimo) los micros de cinta son elegidos por su gran calidad. Entre los más utilizados, el modelo Beyerdynamic M160.
La época dorada de los micrófonos de cinta fueron los años 50. Modelos como el RCA 44-BX  o el RCA Type 77-B1  son iconos de la radiodifusión en los años 40 y 50. 